# Powiercie (przystanek kolejowy)

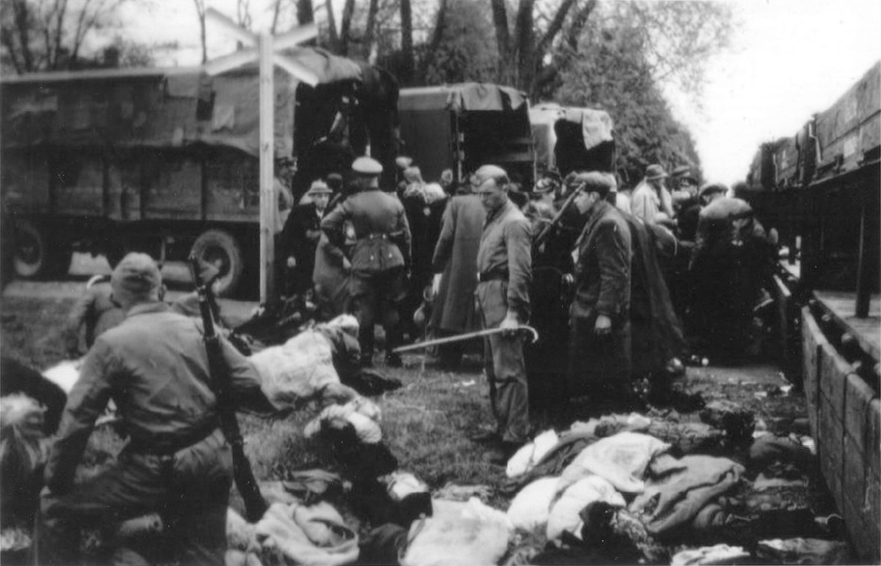
Powiercie (linia kolejki wąskotorowej), przesiadka w drodze do obozu zagłady w Kulmhof am Nehr (prawdopodobnie grupa łódzkich Żydów, 1942)

Powiercie – nieczynny wąskotorowy przystanek osobowy w Powierciu, w gminie Koło, w powiecie kolskim w województwie wielkopolskim, w Polsce. Został wybudowany w 1914 roku przez niemieckie wojska okupacyjne.
W okresie II wojny przystanek odgrywał istotną rolę w systemie zagłady Żydów z Kraju Warty, w oparciu z ośrodek masowej zagłady w Chełmnie n. Nerem. W przeważającej liczbie więźniów łódzkiego getta.
Transporty koleją normalnotorową, przeciętnie około 1000 osób w jednym, odjeżdżały ze stacji Radegast w Łodzi (podówczas Litzmannstadt) do stacji Koło. Tu ofiary zagłady przesadzano do wagonów kolejki wąskotorowej, którymi dojeżdżali do stacji Powiercie. W tym miejscu następowała ponowna przesiadka, ale już do aut ciężarowych, którymi wieziono je do Chełmna nad Nerem. Tu ofiary kierowano albo od razu do zagłady, albo spędzały jeszcze noc w chełmskim kościele do następnego dnia, kiedy to następowała zagłada.

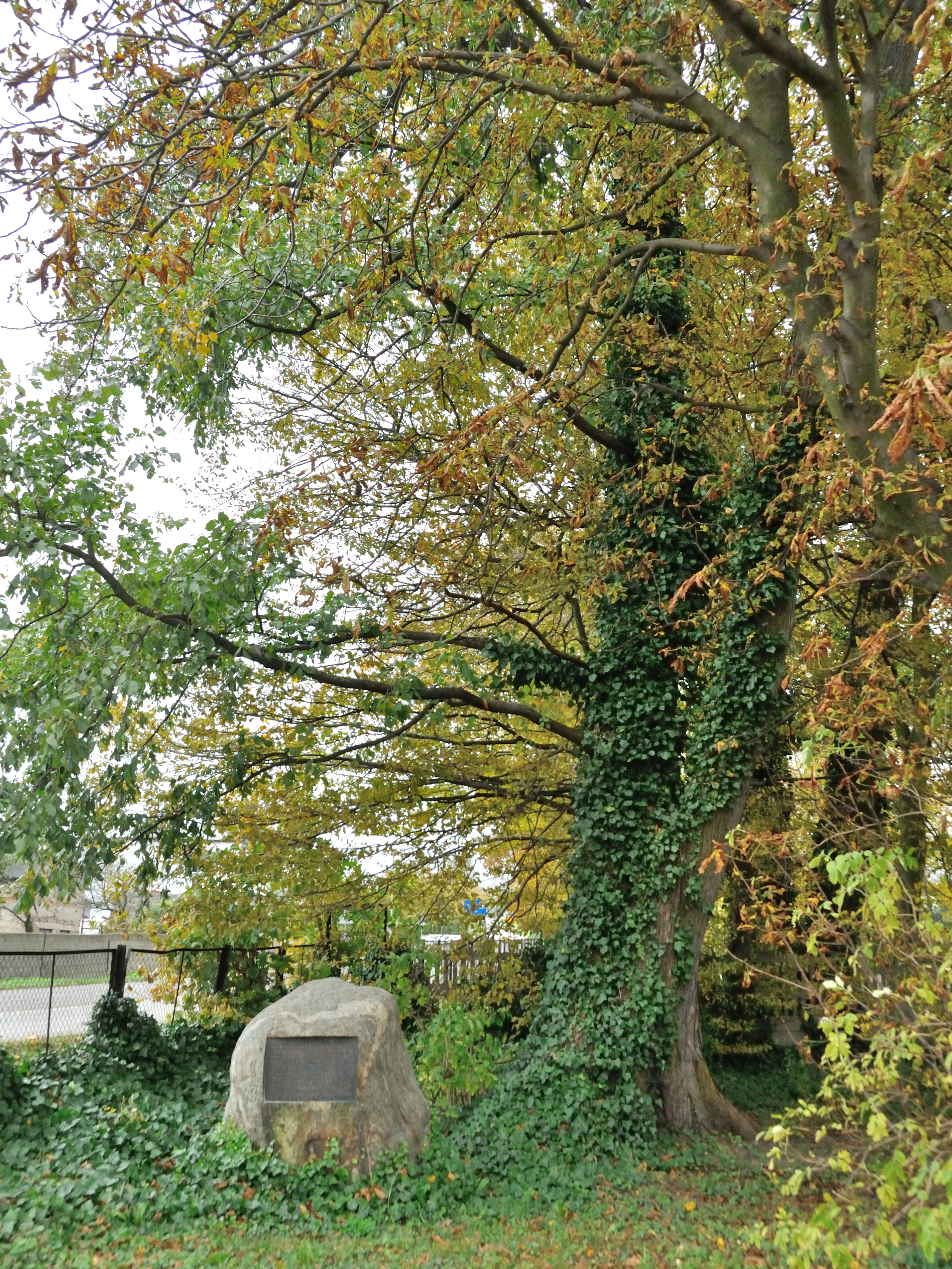
Głaz pamięci

W pobliżu miejsca dawnego przystanku ustawiony został głaz pamięci. Na tablicach umieszczono tekst: "Od marca do maja 1942 roku i ponownie w czerwcu i lipcu 1944 roku niemieckie władze hitlerowskie przewiozły kolejką wąskotorową do tego przystanku ponad czterdzieści tysięcy bezbronnych żydowskich kobiet, mężczyzn i dzieci. Stąd pędzono ich przez Zawadkę, a w 1944 roku bezpośrednio do Chełmna".